# Sergio Cresto
Sergio Cresto (New York, 19 januari 1956 – Col d'Ominanda nabij Corte, 2 mei 1986) was een Italiaans-Amerikaans rallynavigator.

## Carrière
Met Italiaans als moedertaal, nam Sergio Cresto voornamelijk plaats naast Italiaanse rallyrijders. Een bekende daarvan is de overleden Attilio Bettega, naast wie hij in het seizoen 1984 een aantal keer zat. In datzelfde jaar navigeerde hij ook Carlo Capone in een Lancia Rally 037 van Tre Gazelle, waarmee het duo de Europese rallytitel wist binnen te halen.
In het seizoen 1986 nam hij plaats als navigator van het Finse talent Henri Toivonen (voorheen de voornaamste concurrent van Capone en Cresto in de Europese titelstrijd in 1984), uitkomend voor de fabrieksinschrijving van Lancia met de Delta S4. Samen wonnen zij de Rally van Monte Carlo aan het begin van het jaar. Later werd ook de Costa Smeralda Rally op naam geschreven, een rally meedingend voor het Europees kampioenschap. Begin mei verongelukte het duo met fatale gevolgen tijdens de Rally van Corsica, nadat hun Delta S4 na een scherpe linkse bocht het ravijn in reed en bij de landing prompt explodeerde. Ze reden aan de leiding van het evenement op het moment dat het ongeluk plaatsvond. Cresto was alleenstaand en had geen kinderen.
Direct na dit tragische ongeval werd de Groep B klasse door de overkoepelende automobiel organisatie FIA verboden voor competitie, ingaand vanaf het seizoen 1987.